# 카발리어

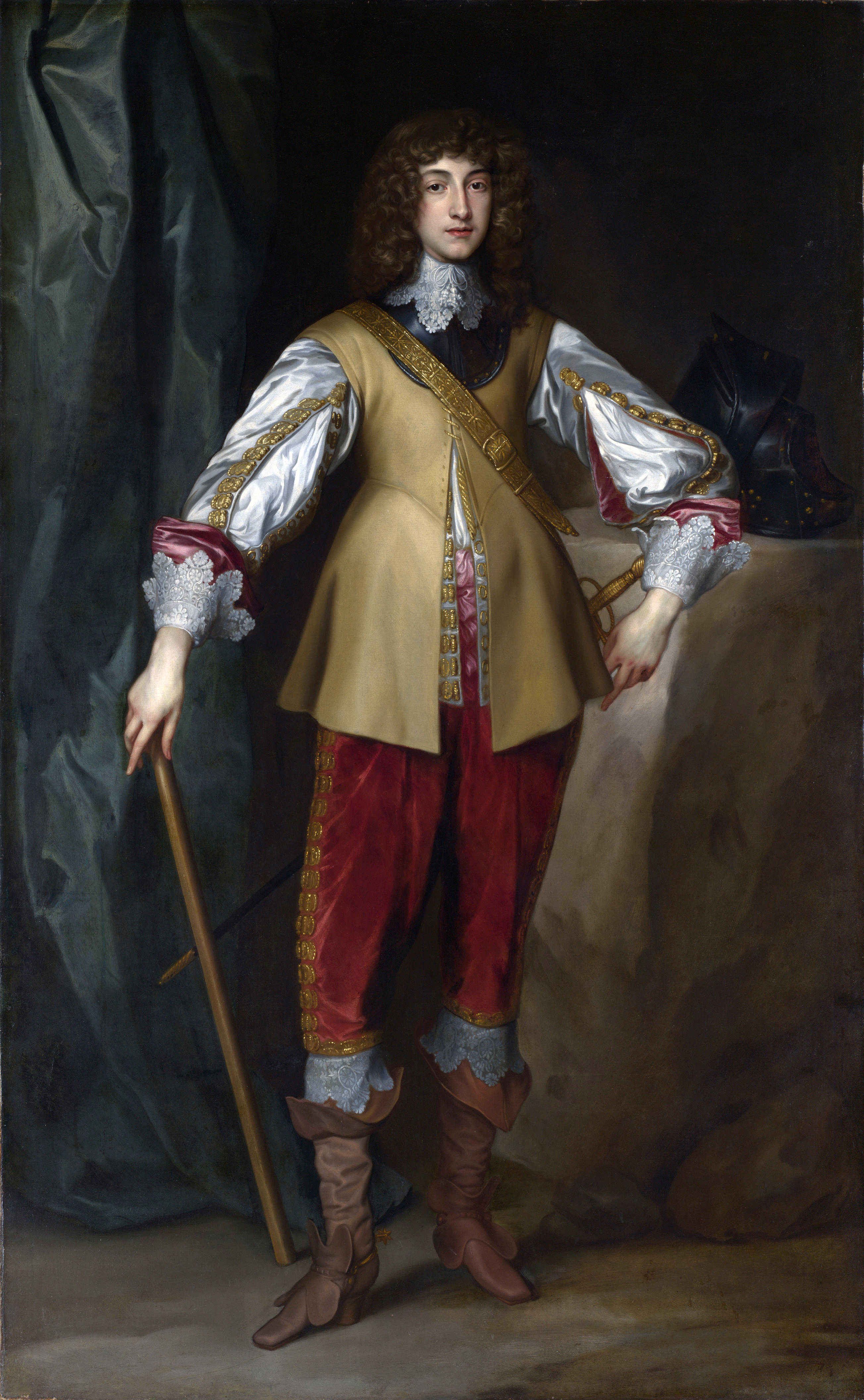
보통 전형적인 기사당으로 간주되는 라인 공자 루퍼트

카발리어(영어: Cavalier)이라는 용어는 잉글랜드 내전, 잉글랜드의 공위시대, 스튜어트 왕정복고(1642년~1679년 경) 동안 찰스 1세와 그의 아들인 찰스 2세를 지지하는 부유한 왕당파 지지자들을 비하하는 용어로 의회파(원두당)에 의해 처음으로 사용되었다. 한국에서는 기사당이라는 명칭을 사용하기도 한다. 일반적으로는 영국의 청교도 혁명 시기부터 왕정복고 시기까지의 왕당파를 이르던 말로 통용된다. 나중에는 왕당파도 이 용어를 자신들을 지칭하는 용어로 수용하였다. 비록 이 용어가 원래 정치적, 사회적 태도와 행위를 지칭했었고, 그 중 의복에 대한 것은 매우 작은 부분을 차지했지만, 나중네는 당시 궁정의 유행하는 의복과 강하게 동일시되었다. 찰스 1세의 기병의 대부분을 지휘했던 라인 공자 루퍼트는 보통 전형적인 기사당으로 간주된다.

## 같이 보기
- 왕당파
- 원두당 (의회파)
- 잉글랜드 내전
- 잉글랜드의 공위시대
- 스튜어트 왕정복고